# MR.GAE
MR.GAE는 2014년 1월 15일에 발매한, 개리의 첫 솔로 미니 앨범이다.

## 프로모션
2014년 1월 8일 개리의 소속사 리쌍컴퍼니는 음반의 타이틀과 앨범 자켓을 공개하였다. 메인 자켓에는 개리의 시크함을 강조한 사진이 걸렸다. 다른 사진은 아트워크 이미지 작업으로 선보인 기존의 자켓과는 달리 개리의 일상적인 모습을 담아냈다.
1월 9일과 1월 10일에는 티저 영상과 수록곡 "술취한 밤의 노래" 메이킹 영상을 차례로 공개했다.
1월 11일에는 SNS에 앨범 뒷면 자켓 사진을 통해 앨범 수록곡 목록을 간접적으로 선보였고,
1월 13일 첫 번째 타이틀곡인 XX몰라의 티저를 유튜브에 업로드했다.
앨범 발매일 하루 전날인 1월 14일엔 두번째 타이틀곡인 "조금 이따 샤워해"의 티저를 공개했다. 20초 길이의 티저 동영상에는 남성을 유혹하는 여성의 몸짓 등이 담겨 있어 19금 판정을 받았다.

## 구성
1월 16일 SBS에서는 "조금 이따 샤워해"가 방송 불가 판정을 냈다 리쌍컴퍼니는 TV리포트에 "처음부터 방송계획이 아예 없었다"며 "‘조금 이따 샤워해’, ‘XX몰라-ZOTTO MOLA’는 심의에 걸릴 것을 알고 있었다. 그걸 감안했다면, 다른 방향으로 만들어야 했다. 또 방송 출연을 원한다면, 전면 수정해야 한다. 그렇게 되면 오히려 애매모호하게 표현된다. 방송에 출연하지 못할 것을 감안하고 작업했다"고 말했다.
같은 날 엑스포츠뉴스에는 "이번 앨범은 개리가 하고 싶은 음악을 추구했다. 심의를 생각했으면 음반을 못 냈을 것이다"고 취지를 밝혔다.

## 평가
텐아시아의 권석정은 2014년 1월 25일 MR.GAE를 "요주의 10음반"에 선정하였다. 그러면서 "최근에 섹스를 노래한 가사 중에 이처럼 심금을 울린 경우를 본 적 없다. 마치 ‘마녀사냥’을 보며 키득거리는 것과 같은 감상이랄까? 고개를 끄덕이게 하는 진솔한 섹스 이야기도 좋지만 랩 밑으로 깔리는 실력파 프로듀서들인 시모와 기즈모가 만든 풍성한 트랙들도 귀를 즐겁게 한다."고 칭찬했다.

## 차트 성적
1월 15일 공개하자마자 앨범을 공개하자마자 수록곡은 상위권을 달렸다. 조금 이따 샤워해는 멜론·엠넷·네이버뮤직·벅스·올레뮤직·소리바다·싸이월드뮤직·몽키3 실시간 차트에서 1위를 차지했으며 엠넷·네이버뮤직·소리바다·올레뮤직에서는 수록곡 4곡이 1~4위 줄세우기를 하였다.

## 수록곡
| #  | 제목                                   | 작사                            | 작곡               | 편곡           | 재생 시간 |
| -- | -------------------------------------- | ------------------------------- | ------------------ | -------------- | --------- |
| 1. | 〈XX몰라〉 (ZOTTO MOLA)                | Gary                            | Simo, Gizmo        | Gary, Miho     |           |
| 2. | 〈조금 이따 샤워해〉 (Feat. Crush)     | Gary                            | 그레이 (GRAY)      | 크러쉬 (CRUSH) |           |
| 3. | 〈술 취한 밤의 노래〉 (Feat. Jung In)  | Gary                            | Simo               | 정인, Gary     |           |
| 4. | 〈MR.GAE〉 (Feat. Juvie Train, 계범주) | Gary, 쥬비 트레인 (Juvie Train) | Bruce Lee Fan Club | 계범주         |           |
| 5. | 〈XX몰라〉 (ZOTTO MOLA)(inst.)         |                                 | Simo, Gizmo        | Gary, 미호     |           |
| 6. | 〈MR.GAE〉 (inst.)                     |                                 | Bruce Lee Fan Club | 계범주         |           |

## 차트

### 주간 차트
| 차트                    | 최고순위 |
| ----------------------- | -------- |
| 대한민국 가온 앨범 차트 | 4        |